# Sultanato de Egipto
El Sultanato de Egipto (en árabe: السلطنة المصرية‎) es el nombre del protectorado de corta duración que el Reino Unido impuso sobre Egipto entre 1914 y 1922.

## Historia
La oposición a la intervención europea en los asuntos de Egipto dio lugar a la aparición de un movimiento nacionalista que se unió y se extendió después de la intervención militar británica y la ocupación de 1882. Las causas inmediatas de lo que los egipcios conocen como la Revolución de 1919, sin embargo, fueron las acciones británicas durante la Primera Guerra Mundial que causó dificultades generalizadas y resentimiento. En concreto, incluyen la compra de Gran Bretaña de algodón y la requisa de forraje a precios por debajo del mercado, reclutamiento forzoso de cerca de 500.000 campesinos en el Cuerpo egipcio del Trabajo y el Cuerpo de Transporte egipcio por Camello en la Fuerza Expedicionaria egipcia, y su uso del país como base para una guarnición de británicos, australianos y otras tropas. Después de la guerra, Egipto sintió los efectos adversos del aumento de los precios y el desempleo.
Cuando la guerra terminó, los nacionalistas comenzaron a presionar a los británicos de nuevo por la independencia. Además de sus otras razones, los egipcios fueron influenciados por el presidente estadounidense Woodrow Wilson, que estaba defendiendo la autodeterminación para todas las naciones. En septiembre de 1918, Egipto hizo los primeros pasos hacia la formación de un Wafd, o delegación, para expresar sus demandas de independencia en la Conferencia de Paz de París. La idea de un Wafd se había originado entre los miembros prominentes del Partido Umma, Lutfi as- Sayyid, Saad Zaghloul, Muhammad Mahmud Pasha, Ali Sharawi y Abd al Aziz Fahmi.
El 13 de noviembre de 1918, a partir de entonces se celebra en Egipto como Yawm al Jihad (día de la lucha), a Zaghlul, Fahmi, y Sharawi se les concedió una audiencia con el general Sir Reginald Wingate ('Wingate Pasha '), el Alto Comisionado Británico. Exigieron la independencia completa con la condición de que Gran Bretaña les permitirá supervisar el canal de Suez y la deuda pública. También pidieron permiso para ir a Londres para exponer su caso ante el Gobierno británico. El mismo día, los egipcios formaron una delegación para este fin, Al Wafd al Misri (conocido como el Wafd), encabezada por Saad Zaghlul. Los británicos se negaron a permitir que el Wafd entrara a Londres.
El 8 de marzo, Zaghlul y otros tres miembros del Wafd fueron detenidos y encerrados en una prisión de Qasr Nada. Al día siguiente, ellos fueron deportados a Malta, una acción que provocó el levantamiento popular de marzo / abril de 1919 en la que los egipcios de todas las clases sociales participaron. Hubo violentos enfrentamientos en El Cairo y las ciudades provinciales del Bajo Egipto, especialmente Tanta, y el levantamiento se propagó hacia el sur, que culminó en violentos enfrentamientos en la provincia de Asiut, en el Alto Egipto.
La deportación de la Wafd también provocó manifestaciones estudiantiles y se extendió en huelgas masivas por parte de estudiantes, funcionarios gubernamentales, profesionales, mujeres y trabajadores del transporte. Dentro de una semana, todo Egipto estaba paralizado por las huelgas generales y disturbios. El Ferrocarril y las líneas de telégrafo fueron cortadas, los taxistas se negaron a trabajar, los abogados no se presentaron para los casos judiciales, y los manifestantes marcharon por las calles gritando consignas en favor de la Wafd y exigiendo independencia. La violencia se tradujo, con la muerte de muchos egipcios cuando los británicos intentan aplastar las manifestaciones por la fuerza.
El 16 de marzo, entre 150 y 300 mujeres egipcias de la clase alta en velos organizaron una manifestación contra la ocupación británica, un acontecimiento que marcó la entrada de las mujeres egipcias en la vida pública. Las mujeres fueron dirigidas por Safia Zaghlul, activista y casada con el líder de la Wafd Saad Zaghlul; Huda Sha'arawi, activista y casada con uno de los miembros originales del Wafd, organizadora de la Unión Feminista Egipcia; y Muna Fahmi Wissa, activista feminista copta. Las mujeres de las clases bajas se manifestaron en las calles junto a los hombres. En el campo, las mujeres participaron en actividades como cortar las líneas de ferrocarril.
Las mujeres de clase alta que participaban en la política por primera vez asumen un papel clave en el movimiento cuando los líderes masculinos fueron exiliados o detenidos. Organizaron huelgas, manifestaciones y boicots a los productos británicos y escribieron peticiones, que circulaban a embajadas extranjeras que protestaban acciones británicas en Egipto.
La marcha de mujeres del 16 de marzo fue precedida por la mayor manifestación de la Revolución de 1919. Más de 10.000 profesores, estudiantes, trabajadores, abogados y empleados del gobierno comenzaron a marchar en Al Azhar y le abrieron paso al Palacio Abdin, donde se les unieron miles más, que ignoraron los bloqueos británicos y las prohibiciones. Pronto, manifestaciones similares estallaron en Alejandría, Tanta, Damanhur, Al Mansura, y Al-Fayum. En el verano de 1919, más de 800 egipcios habían sido asesinados, así como 31 europeos y 29 soldados británicos.
El General Wingate, el Alto Comisionado Británico, entendió el poder de las fuerzas nacionalistas y la amenaza que la Wafd representaba a la dominación británica y trato de persuadir al gobierno británico para que el Wafd viajara a París. Sin embargo, el Gobierno británico se mantuvo hostil a Zaghlul y los nacionalistas y firme en rechazar las demandas egipcias por la independencia. El General  Wingate fue llamado a Londres para mantener conversaciones sobre la situación de Egipto, mientras que Sir Milne Cheetham fue nombrado Alto Comisionado interino en enero de 1919.

## Revolución egipcia de 1919
Cuando la Revolución de 1919 comenzó, Cheetham pronto se dio cuenta de que era incapaz de detener las manifestaciones y admitió que las cosas estaban completamente fuera de su control. Sin embargo, el gobierno de Londres le ordenó no ceder al Wafd y restaurar el orden, una tarea que no pudo llevar a cabo.
Londres decidió sustituir a Wingate con una figura militar fuerte, el Mariscal de Campo Sir Edmund Allenby (más tarde primer vizconde Allenby en octubre de ese año), uno de los más grandes héroes británicos de la Primera Guerra Mundial. Fue nombrado alto comisionado especial y llegó a Egipto el 25 de marzo. Al día siguiente, se reunió con un grupo de nacionalistas egipcios y ulemas. Después de convencer al Mariscal de Campo Allenby para liberar a los líderes de la Wafd y permitirles viajar a París, el grupo egipcio aceptó firmar una declaración instando a las personas a dejar de manifestar. Allenby, que estaba convencido de que ésta era la única manera de detener la revuelta, entonces tuvo que persuadir al gobierno británico a estar de acuerdo. El 7 de abril, Zaghloul y sus colegas fueron liberados y se dirigieron a París.
En mayo de 1919, Lord Milner fue nombrado para encabezar una misión y investigar cómo se podría conceder a Egipto las "instituciones de autogobierno", manteniendo el protectorado y la salvaguarda de los intereses británicos. La misión llegó a Egipto en diciembre de 1919 pero fue boicoteada por los nacionalistas, que se opusieron a la continuación del protectorado. La llegada de la Misión Milner fue seguida por huelgas en las que participaron estudiantes, abogados, profesionales y trabajadores. Los comerciantes cerraron sus tiendas, y los organizadores distribuyeron panfletos instando a los egipcios a no cooperar con la misión.
Milner se dio cuenta de que un enfoque directo a Zaghloul era necesario, y en el verano de 1920 las conversaciones privadas entre los dos hombres se celebraron en Londres. Como resultado del llamado Acuerdo de Milner-Zaghloul, el Gobierno británico anunció en febrero de 1921 que se aceptaría la abolición del protectorado como base para la negociación de un tratado con Egipto.
El 4 de abril de 1921, el regreso de Zaghloul a Egipto se encontró con una bienvenida sin precedentes, lo que demuestra que la gran mayoría de los egipcios lo apoyó. Allenby, sin embargo, estaba decidido a romper el poder político de Zaghloul y construir un grupo probritánico a lo que Gran Bretaña podría comprometer con seguridad la independencia egipcia. El 23 de diciembre, Zaghloul fue deportado a las Seychelles a través de Adén. Su deportación fue seguida por manifestaciones, enfrentamientos violentos con la policía, y las huelgas de estudiantes y empleados del gobierno que afectaron a El Cairo, Alejandría, Port Said, Suez, y las ciudades de provincia como Tanta, Zifta, Az Zaqaziq y Jirja.

## Independencia de Egipto (1922)
El 28 de febrero de 1922, Gran Bretaña declaró unilateralmente la independencia de Egipto sin ninguna negociación. Cuatro temas fueron "absolutamente reservados a la discreción" del Gobierno británico hasta que los acuerdos relativos a ellos se pudieran negociar: la seguridad de las comunicaciones del Imperio británico en Egipto; la defensa de Egipto contra todos los agresores extranjeros o interferencias, sean directas o indirectas; la protección de los intereses extranjeros en Egipto y la protección de las minorías; y Sudán.
El Sultan Ahmad Fuad se convirtió en el rey Fuad I, y su hijo, Faruk, fue nombrado como su heredero. El Mariscal de Campo Allenby se mantuvo, hasta 1925, como alto comisionado británico. El 19 de abril, se aprobó una nueva constitución. También ese mes, una ley electoral fue emitida, lo que marcó el comienzo de una nueva fase en las elecciones de desarrollo parlamentario político de Egipto.